# Rick Vaive
Richard Claude "Rick" Vaive, född 14 maj 1959, är en kanadensisk före detta ishockeytränare och professionell ishockeyspelare som tillbringade 13 säsonger i den nordamerikanska ishockeyligan National Hockey League (NHL), där han spelade för Vancouver Canucks, Toronto Maple Leafs, Chicago Blackhawks och Buffalo Sabres. Han producerade 788 poäng (441 mål och 347 assists) samt drog på sig 1 445 utvisningsminuter på 876 grundspelsmatcher. Vaive spelade också för Birmingham Bulls i World Hockey Association (WHA); Rochester Americans och Hamilton Canucks i American Hockey League (AHL) samt Castors de Sherbrooke i Ligue de hockey junior majeur du Québec (LHJMQ).
Han draftades av Vancouver Canucks i första rundan i 1979 års draft som femte spelare totalt.
Efter hans aktiva spelarkarriär har han varit tränare för South Carolina Stingrays (1993-1998), Saint John Flames (1998-2000) och Mississauga Icedogs (2000-2001). Vaive har också arbetat som expertkommentator och samhällsrepresentant för Toronto Maple Leafs.

## Statistik
| 1976–1977    | Castors de Sherbrooke | LHJMQ        | 68  | 51  | 59  | 110 | 93   | 18 | 10 | 13 | 23 | 78  |
| 1977–1978    | Castors de Sherbrooke | LHJMQ        | 69  | 76  | 79  | 155 | 199  | 9  | 8  | 4  | 12 | 38  |
| 1978–1979    | Birmingham Bulls      | WHA          | 75  | 26  | 33  | 59  | 248  | —  | —  | —  | —  | —   |
| 1979–1980    | Vancouver Canucks     | NHL          | 47  | 13  | 8   | 21  | 111  | —  | —  | —  | —  | —   |
|              | Toronto Maple Leafs   | NHL          | 22  | 9   | 7   | 16  | 77   | 3  | 1  | 0  | 1  | 11  |
| 1980–1981    | Toronto Maple Leafs   | NHL          | 75  | 33  | 29  | 62  | 229  | 3  | 1  | 0  | 1  | 4   |
| 1981–1982    | Toronto Maple Leafs   | NHL          | 77  | 54  | 35  | 89  | 157  | —  | —  | —  | —  | —   |
| 1982–1983    | Toronto Maple Leafs   | NHL          | 78  | 51  | 28  | 79  | 105  | 4  | 2  | 5  | 7  | 6   |
| 1983–1984    | Toronto Maple Leafs   | NHL          | 76  | 52  | 41  | 93  | 114  | —  | —  | —  | —  | —   |
| 1984–1985    | Toronto Maple Leafs   | NHL          | 72  | 35  | 33  | 68  | 112  | —  | —  | —  | —  | —   |
| 1985–1986    | Toronto Maple Leafs   | NHL          | 61  | 33  | 31  | 64  | 85   | 9  | 6  | 2  | 8  | 9   |
| 1986–1987    | Toronto Maple Leafs   | NHL          | 73  | 32  | 34  | 66  | 61   | 13 | 4  | 2  | 6  | 23  |
| 1987–1988    | Chicago Blackhawks    | NHL          | 76  | 43  | 26  | 69  | 108  | 5  | 6  | 2  | 8  | 38  |
| 1988–1989    | Chicago Blackhawks    | NHL          | 30  | 12  | 13  | 25  | 60   | —  | —  | —  | —  | —   |
|              | Buffalo Sabres        | NHL          | 28  | 19  | 13  | 32  | 64   | 5  | 2  | 1  | 3  | 8   |
| 1989–1990    | Buffalo Sabres        | NHL          | 70  | 29  | 19  | 48  | 74   | 6  | 4  | 2  | 6  | 6   |
| 1990–1991    | Buffalo Sabres        | NHL          | 71  | 25  | 27  | 52  | 74   | 6  | 1  | 2  | 3  | 6   |
| 1991–1992    | Buffalo Sabres        | NHL          | 20  | 1   | 3   | 4   | 14   | —  | —  | —  | —  | —   |
|              | Rochester Americans   | AHL          | 12  | 4   | 9   | 13  | 4    | 16 | 4  | 4  | 8  | 10  |
| 1992–1993    | Hamilton Canucks      | AHL          | 38  | 16  | 15  | 31  | 34   | —  | —  | —  | —  | —   |
| NHL totalt   | NHL totalt            | NHL totalt   | 876 | 441 | 347 | 788 | 1445 | 54 | 27 | 16 | 43 | 111 |
| WHA totalt   | WHA totalt            | WHA totalt   | 75  | 26  | 33  | 59  | 248  | —  | —  | —  | —  | —   |
| AHL totalt   | AHL totalt            | AHL totalt   | 50  | 20  | 24  | 44  | 38   | 16 | 4  | 4  | 8  | 10  |
| LHJMQ totalt | LHJMQ totalt          | LHJMQ totalt | 137 | 127 | 138 | 265 | 292  | 27 | 18 | 17 | 35 | 116 |